# 朱天锡 (1932年)
朱天锡（1932年—2015年4月14日），籍贯不详，巴西华人、巴西中医，南美中医针灸学会会长。

## 生平
1980年代，朱天锡自中国上海移民巴西。1990年代中期，任南美中医针灸学会会长。任内，巴西曾有人试图在国会推动仅许可巴西医学院毕业的西医、牙医、兽医开展针灸的垄断性法案，排斥中国、日本、韩国中医针灸医师。朱天锡、何礼鉴、刘之明、叶富坤等针灸医师联络各个针灸团体展开针锋相对的活动，最终在1996年使巴西参议院通过了对针灸从业人员有保障的PLC 67/95议案。
朱天锡担任会长期间，常办业务研讨会，并出版会刊，参与国际学术交流，举办国际针灸专业人员资格考试，提高了巴西的针灸从业人员的技术水平，使南美中医针灸学会成为世界针灸学会在巴西的唯一团体会员。
2015年4月14日，朱天锡在圣保罗病逝，享年83岁。4月15日，他的亲属在圣保罗和平公墓为他举办遗体告别及安葬仪式。